# Softronic

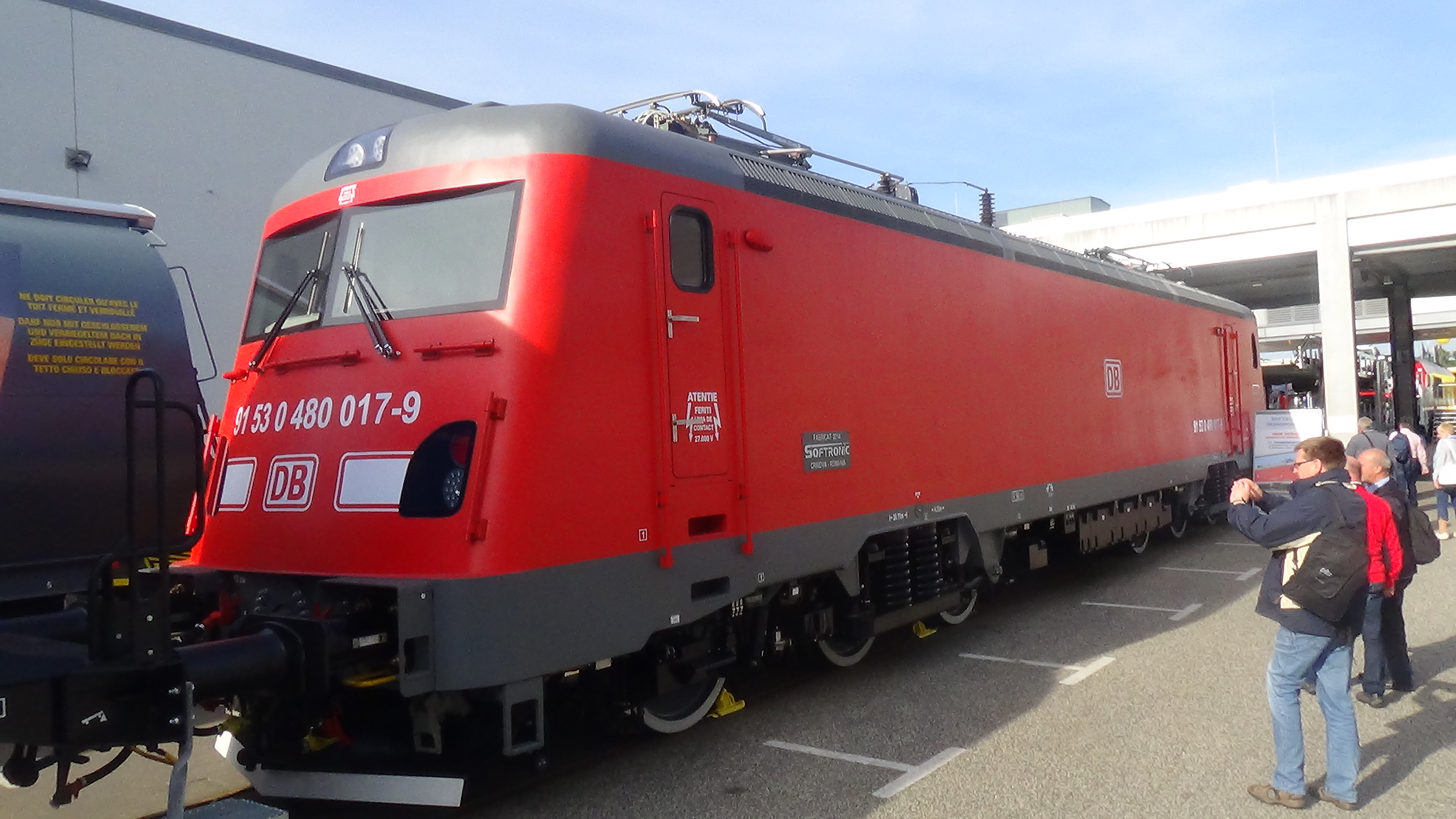
Locomotiva Transmontana

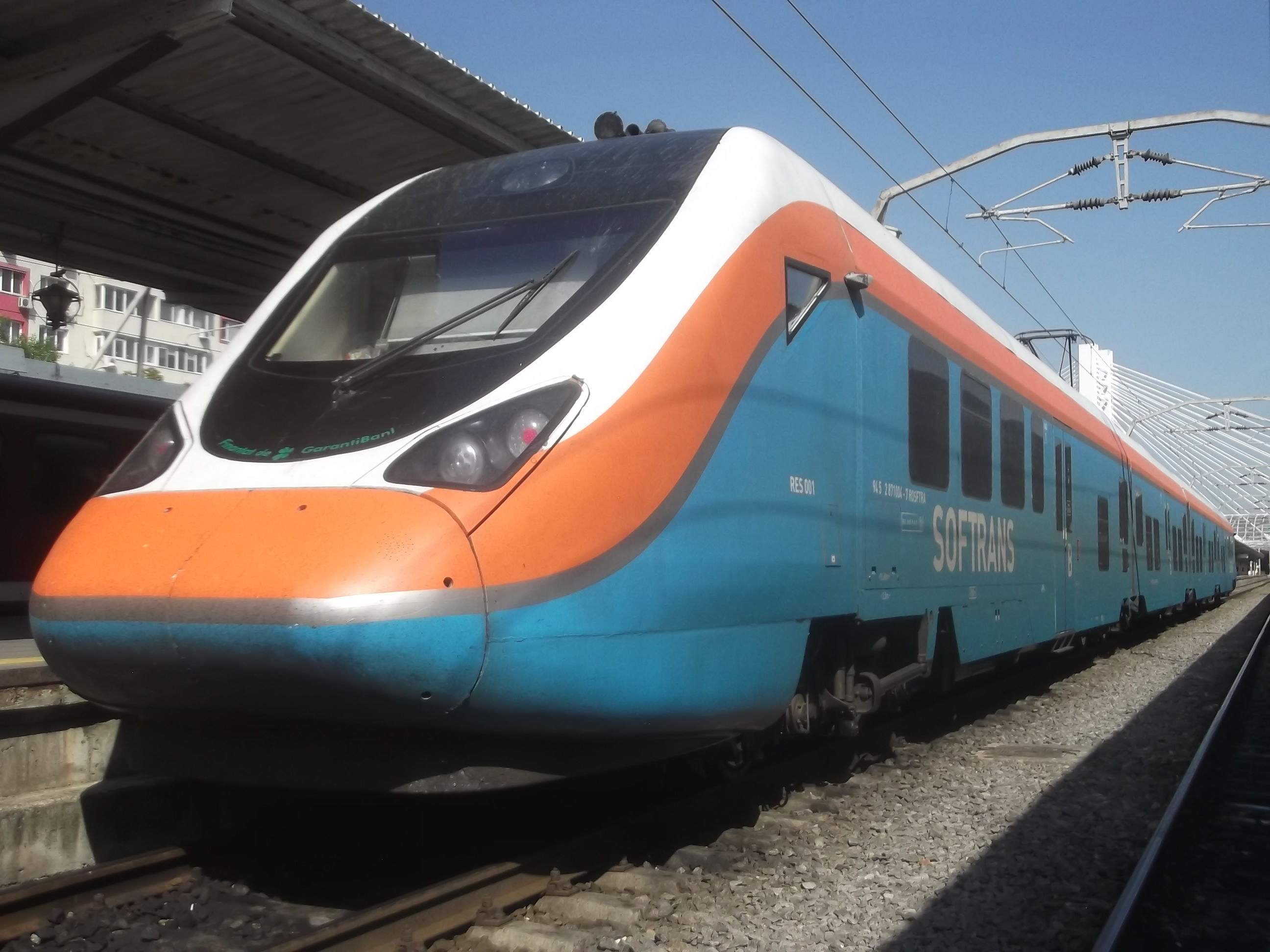
Tren Hyperion in Gara de Nord

Tren Hyperion

Softronic Craiova este o companie specializată în producția și modernizarea locomotivelor din România.
A fost înființată în anul 1999, la Craiova.
În anul 2012, era singura companie producătoare de locomotive din România.
Compania face parte din Grupul Softronic, care mai cuprinde compania Softrans.
Anterior, din 1991, compania Softronic SRL avea ca obiect repararea și modernizarea locomotivelor prin echipare cu diferite echipamente noi, precum și comercializarea a echipamentelor electrice de înaltă tensiune și de măsurare a energiei active.

## Producție

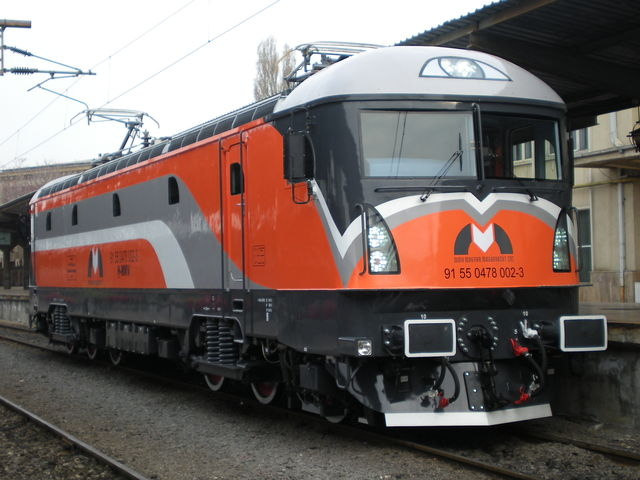
Locomotivă Phoenix

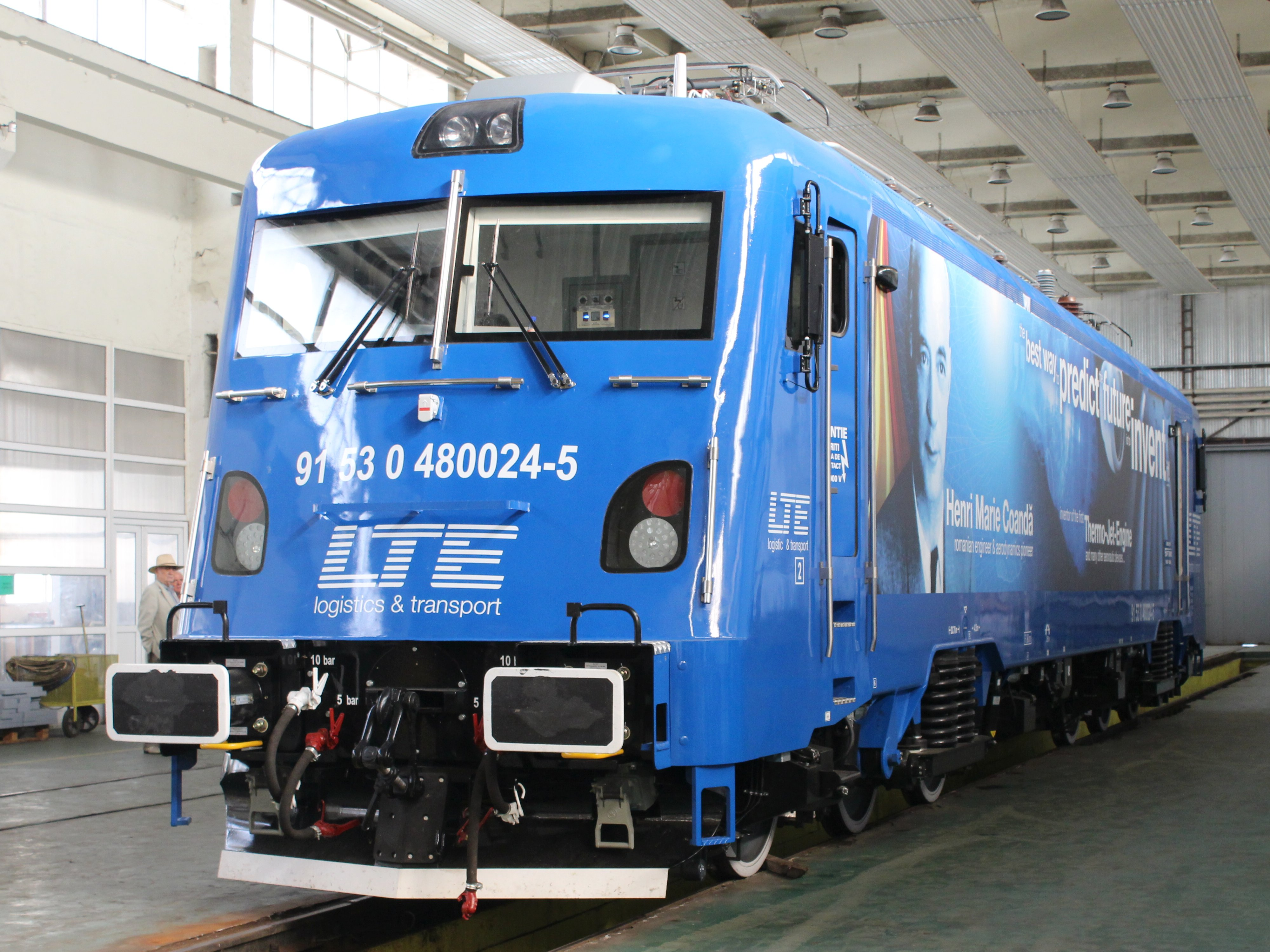
Locomotivă Transmontana

Compania produce locomotivele Phoenix, Transmontana și trenul Hyperion. Compania realizează platformele, boghiurile (en), motoarele electrice de tracțiune și diverse subansamble, montajul general și vopsirea. O serie de componente — diverse echipamente electrice și electronice — provin din industria orizontală și din import.
Locomotiva Phoenix este o variantă modernizată a locomotivei Electroputere din clasa 40. Este o locomotivă electrică de tip Co-Co, cu puterea de 5100 kW (putere nominală în regim continuu). Ea poate opera pe rețelele alimentate cu curent alternativ la 25 kV și 50 Hz (România, Ungaria, Bulgaria, Serbia). Ea se află în dotările CFR.
Locomotiva Transmontana este o locomotivă electrică de tip Co-Co, echipată cu șase motoare electrice asincrone. Locomotiva are puterea de 6600 kW (în regim de o oră), respectiv 6000 kW (putere nominală în regim continuu). Ea poate opera atât pe rețelele alimentate cu curent alternativ la 25 kV și 50 Hz, cât și pe rețelele alimentate cu curent alternativ la 15 kV și 162/3 Hz (Austria, Suedia). Viteza sa maximă este de 160 km/h și are sistem de recuperare a energiei în timpul frânării. Locomotiva este realizată după un proiect propriu. Modelul de bază este în fabricație din 2010 și se află în dotările CFR și Deutsche Bahn – DB (România), Magyar Államvasutak Zrt. – MÁV și Central European Railway – CER (Ungaria), și este autorizată pentru a circula în România, Ungaria, Bulgaria, Serbia și Suedia.
Trenul Hyperion este o garnitură formată din două vagoane motor și două vagoane trailer, cu boghiurile intermediare plasate între vagoane, în formula Bo-2-2-2-Bo. El poate opera atât pe rețelele alimentate cu curent alternativ la 25 kV și 50 Hz, cât și pe rețelele alimentate cu curent continuu la 3 kV. Este un tren care poate transporta până la 188 de pasageri și atinge viteza de 160 km/h. Dispune de sistem de recuperare a energiei în timpul frânării. Este cel mai performant tren fabricat în România.

## Cifre de afaceri
Softronic SRL
- 2006: 32,1 milioane lei [5]
- 2007: 48,8 milioane lei [5]

Softronic
- 2011: 55 milioane lei [4]
- 2012: 68,6 milioane lei [11]